# Grauwangen-Musendrossel
Die Grauwangen-Musendrossel (Catharus minimus) auch Grauwangendrossel ist ein nearktischer Singvogel aus der Familie der Drosseln. Es werden mehrere Unterarten unterschieden.

## Merkmale
Die Grauwangen-Musendrossel erreicht eine Körpergröße zwischen 17 und 19 Zentimeter. Die Flügelspannweite beträgt 28 bis 32 Zentimeter. Das Gewicht variiert zwischen 26 und 34 Gramm.
Sie ist oberseits oliv-braun gefärbt und unterseits weiß mit grauen Flanken. Die Brust ist grau-braun mit dunkleren Flecken. Der Vogel hat rosafarbene Beine, einen schwach ausgeprägten grauen Augenring und graue Wangen.

## Vorkommen
Die Grauwangen-Musendrossel brütet in den Fichtenwäldern Alaskas und des nördlichen Kanadas und überwintert im nördlichen Südamerika. 

## Verhalten
Der Vogel sucht am Boden nach Insekten und Beeren. Das Gelege besteht gewöhnlich aus vier Eiern. Diese haben eine blassgrüne oder blassblaue Farbe und sind rot gefleckt. Es brütet normalerweise nur der weibliche Elternvogel. Die Brutzeit beträgt lediglich 12 bis 14 Tage. Die Jungvögel sind nach 11 bis 13 Tagen flügge. Grauwangen-Musendrosseln ziehen nur eine Brut pro Jahr groß.

## Belege

### Einzelbelege
1. ↑   Sale, S. 301